# Pireas
Pireas (tiếng Hy Lạp: ?) là một khu tự quản ở vùng Attiki, Hy Lạp. Khu tự quản Pireas có diện tích 11 km², dân số theo điều tra ngày 18 tháng 3 năm 2001 là 181933 người.